# Ginofobia
La ginefobia, ginecofobia, ginofobia (del Gr. gyné = mujer + phóbos = miedo) es un trastorno nervioso caracterizado por un temor mórbido o una aversión patológica a las mujeres. Se trata de un fenómeno fóbico obsesivo que afecta casi exclusivamente al hombre y por lo general tiene relación con alguna experiencia desagradable sufrida en la infancia en la que intervino alguna mujer.
El prefijo "gine-" (o gin-, gino- o ginec- o gineco-) entra dentro de la clasificación de términos biomédicos tales como: ginecología, ginecomastia (aumento anormal uni o bilateral de las mamas en el varón) y lipodistrofia ginecoide.
El tratamiento para este trastorno consiste en psicoterapia para descubrir el conflicto emocional causal y a continuación terapia de conducta, específicamente de sensibilización sistémica y reducción de la ansiedad.
Su antónimo sería filoginia; que significa el amor, respeto o admiración por las mujeres o lo que a ellas rodea.  